# Batalla de Doué
Batalla de Doué (aquesta batalla va tenir lloc el 7 de juny de 1793 durant la revolta de La Vendée. S'acabà amb la victòria dels Vendéans que expulsaren els republicans del lloc de Doué amb l'objectiu d'atacar Saumur.

## Preludi
El 2 de juny de 1793, entre 20.000 i 30.000 Vendéans es van reunir a Cholet i Châtillon-sur-Sèvre per atacar Saumur. El 4 de juny, les tropes republicanes del lloc de Trémont van caure en una emboscada on van deixar 80 presoners i dos canons. El 6 de juny, els Vendéans van prendre Vihiers. El 7 de juny, el gran exèrcit catòlic i reial va atacar les línies republicanes protegint Saumur.

## Forces en presència
Quatre batallons republicans: el 3r batalló de París, el 14 de Charente, el 4 d'Orleans i el 12 de la República, ocupen la riba dreta del Layon als municipis de Saint-Georges-sur-Layon, Concourson-sur-Layon, i Les Verchers-sur-Layon. Un altre posta està situat al marge esquerre, a les Rochettes.
El general republicà François Leigonyer escriu en el seu informe que té 3.500 homes per oposar-se als Vendéans, que calcula entre 25.000 i 30.000. El general afegeix també que entre la meitat i les tres quartes parts dels soldats d'alguns batallons estan desarmats. El dia abans, els republicans van fer un reconeixement a Martigné-Briand i Aubigné-sur-Layon, es van trobar en presència de 500 a 600 Vendéans, que havien fugit de seguida.

## Procés
L'atac va començar a les deu del matí. Els republicans van mantenir primer les seves posicions però els Vendéans van saltar la columna de les Rochettes per la dreta. Aleshores, els seus defensors van abandonar aquesta posició i van retrocedir a les altures de Concourson mentre els Vendéans apareixien a l'esquerra de la columna de Verchers.
El general Leignoyer, que va anar a aquest darrer lloc, va ordenar que totes les seves tropes es re despleguessin darrere del petit poble de Doué. Però els soldats van entrar en pànic durant la retirada, que es va convertir en una derrota. Part de l'artilleria i els magatzems es va perdre perquè els conductors tallaven els trets dels cavalls dels vagons per poder escapar millor. El general Menou va sortir de la ciutat de Saumur i va reunir els fugitius cap a Bournan.

## Pèrdues
En el seu informe, Leigonyer escriu, però, que les seves tropes, havent vist poc de l'enemic, només van patir poques pèrdues. Així mateix, segons la marquesa Victòria de Donnissan de La Rochejaquelein, els dos camps van lluitar amb poc coratge i els patriotes només van perdre "poques persones".
Segons les declaracions del 12è batalló de París, conegut com la República, dos homes del batalló van morir el 7 de juny de 1793 a Doué, i un altre va resultar ferit per un tret al braç dret.

## Conseqüències
Leignoyer denuncia el pobre equipament dels seus homes i afirma que part de les seves tropes, en particular homes del 8è regiment d'hússars, així com cuirassers i dragons de la Legió de la Fraternitat, van desertar per unir-se als Vendéens. Va presentar novament la seva renúncia, que va ser acceptada el 8 de juny per la comissió central de representants en missió, que, tanmateix, va felicitar el general pel seu zel i la seva activitat. Aquest darrer nomena el general Menou per substituir-lo. Leignoyer va sortir de Saumur el matí del 9 de juny, poc abans de l'atac dels Vendéans a la ciutat. El 18 de juny Marat va demanar a la Convenció Nacional un decret d'acusació contra ell, però la seva proposta va ser rebutjada.